# Campionat del Món d'atletisme de 2009 - Llançament de martell masculí
El llançament de martell masculí al Campionat del Món d'atletisme de 2009 van tenir lloc a l'estadi Olímpic de Berlín els dies 15 i 17 d'agost. Amb l'actual campió Ivan Tsikhan sancionat per dopatge, els medallistes d'or i argent olímpics, Primož Kozmus i Krisztián Pars, eren els favorits de la prova. Pars va arribar al Campionat amb la millor marca de l'any (81.43 m) i una ratxa de 18 competicions seguides guanyant. El belarús Yuriy Shayunov i el rus Aleksey Zagornyi, els altres dos únics atletes que havien llançat dues vegades per damunt de vuitanta metres eixa temporada abans dels campionats, formaven part també del grup de favorits. Nicola Vizzoni, Igor Sokolov, Olli-Pekka Karjalainen, Szymon Ziółkowski, Koji Murofushi i Libor Charfreitag també entraven en les apostes per guanyar medalla.
El primer dia de competició, Kozmus va ser el primer a classificar-se automàticament en passar de la barrera dels 77.50 m. Pars va fer el millor llançament del dia amb 78.68 m, mentre que l'anterior campió mundial Ziółkowski va liderar el grup A amb un llançament de 77.89 m. Els aspirants a medalla Sokolov, Shayunov i Karjalainen van fallar i no es van classificar per la final. En la final, el favorit Kozmus va fer un millor llançament de 80.15 m per guanyar la medalla d'or, la primera de la història d'Eslovènia als Campionats del Món. El llançament de Ziółkowski, de 79.30 m (el millor llançament seu de l'any), va ser suficient per guanyar l'argent, la seva primera medalla a un gran campionat des de 2005. El nivell de la competició, això no obstant, no va arribar a les expectatives creades. L'atleta amb la millor marca mundial de l'any, Pars, va començar mal i no es va poder recuperar i va acabar quart. A més, el llançament del medallista de bronze Zagornyi (78.09 m), va ser el llançament més curt de la història dels campionats en guanyar una medalla.

## Medallistes
| Or                        | Argent                      | Bronze                    |
| Primož Kozmus · Eslovènia | Szymon Ziółkowski · Polònia | Aleksey Zagornyi · Rússia |

## Rècords
| Rècord mundial         | Yuriy Sedykh (URS)       | 86,74 | Stuttgart, Alemanya Occidental | 30 d'agost de 1986    |
| Rècord del Campionat   | Ivan Tsikhan (BLR)       | 83,89 | Hèlsinki, Finlàndia            | 8 d'agost de 2005     |
| Marca mundial de l'any | Krisztián Pars (HUN)     | 81,43 | Veszprém, Hongria              | 25 d'abril de 2009    |
| Rècord d'Àfrica        | Chris Harmse (RSA)       | 80,63 | Durban, Sud-àfrica             | 15 d'abril de 2004    |
| Rècord d'Àsia          | Koji Murofushi (JPN)     | 84,86 | Praga, República Txeca         | 29 de juny de 2003    |
| Rècord de Nord-amèrica | Lance Deal (USA)         | 82,52 | Milà, Itàlia                   | 7 de setembre de 1996 |
| Rècord de Sud-amèrica  | Juan Ignacio Cerra (ARG) | 76,42 | Trieste, Itàlia                | 25 July 2001          |
| Rècord d'Europa        | Yuriy Sedykh (URS)       | 86,74 | Stuttgart, Alemanya Occidental | 30 d'agost de 1986    |
| Rècord d'Oceania       | Stuart Rendell (AUS)     | 79,29 | Varaždin, Croàcia              | 6 de juliol de 2002   |

## Marques per classificar-se
| Mínima A | Mínima B |
| -------- | -------- |
| 77.50m   | 74.30m   |

## Agenda
| Data               | Temps | Ronda         |
| ------------------ | ----- | ------------- |
| 15 d'agost de 2009 | 12:00 | Classificació |
| 17 d'agost de 2009 | 18:05 | Final         |

## Resultats

### Classificació
Classificació: Els llançadors que passaren dels 77.50 m (Q) o els 12 millors llançaments (q) passaven a la final.
| Pos. | Grup | Atleta                   | Nacionalitat | #1    | #2    | #3    | Resultat | Notes |
| ---- | ---- | ------------------------ | ------------ | ----- | ----- | ----- | -------- | ----- |
| 1    | B    | Krisztián Pars           | Hongria      | 72.94 | 78.68 |       | 78.68    | Q     |
| 2    | A    | Szymon Ziółkowski        | Polònia      | 77.89 |       |       | 77.89    | Q     |
| 3    | B    | Pavel Kryvitski          | Belarús      | 70.70 | 72.14 | 77.85 | 77.85    | Q     |
| 4    | A    | Sergey Lytvynov Jr.      | Alemanya     | 77.68 |       |       | 77.68    | Q     |
| 5    | A    | Primož Kozmus            | Eslovènia    | 77.55 |       |       | 77.55    | Q     |
| 6    | A    | Igor Vinichenko          | Rússia       | 77.54 |       |       | 77.54    | Q     |
| 7    | A    | Nicola Vizzoni           | Itàlia       | 76.71 | X     | 76.95 | 76.95    | q     |
| 8    | B    | Markus Esser             | Alemanya     | 76.81 | 76.67 | X     | 76.81    | q     |
| 9    | A    | András Haklits           | Croàcia      | 75.50 | 76.39 | 75.73 | 76.39    | q     |
| 10   | B    | Libor Charfreitag        | Eslovàquia   | 69.71 | 75.39 | 76.29 | 76.29    | q     |
| 11   | A    | Dilshod Nazarov          | Tadjikistan  | 73.84 | 74.73 | 75.83 | 75.83    | q     |
| 12   | B    | Aleksey Zagornyi         | Rússia       | 75.38 | 74.93 | 73.75 | 75.38    | q     |
| 13   | A    | Ali Mohamed Al-Zinkawi   | Kuwait       | X     | 73.82 | 75.10 | 75.10    |       |
| 14   | B    | Lukáš Melich             | Txèquia      | 74.40 | 72.98 | 74.47 | 74.47    |       |
| 15   | B    | Thomas J. Freeman        | Estats Units | 71.38 | 74.19 | 72.58 | 74.19    |       |
| 16   | A    | Olli-Pekka Karjalainen   | Finlàndia    | X     | 73.25 | 74.09 | 74.09    |       |
| 17   | B    | Igors Sokolovs           | Letònia      | 73.96 | 73.97 | 73.12 | 73.97    |       |
| 18   | B    | David Söderberg          | Finlàndia    | 73.69 | 73.14 | 73.56 | 73.69    |       |
| 19   | B    | Jérôme Bortoluzzi        | França       | X     | 73.09 | 70.69 | 73.09    |       |
| 20   | A    | Mohsen El Anany          | Egipte       | 71.42 | 72.68 | 72.05 | 72.68    |       |
| 21   | A    | Michael Mai              | Estats Units | 72.58 | X     | 67.47 | 72.58    |       |
| 22   | B    | Olexiy Sokyrskiyy        | Ucraïna      | 70.67 | X     | 72.56 | 72.56    |       |
| 23   | B    | Alexandros Papadimitriou | Grècia       | X     | X     | 72.02 | 72.02    |       |
| 24   | B    | Javier Cienfuegos        | Espanya      | 69.60 | 71.63 | 72.01 | 72.01    |       |
| 25   | B    | Dzmitry Shako            | Belarús      | 71.80 | 70.57 | X     | 71.80    |       |
| 26   | A    | Yury Shayunou            | Belarús      | 71.37 | X     | X     | 71.37    |       |
| 27   | B    | Eşref Apak               | Turquia      | X     | 70.70 | X     | 70.70    |       |
| 28   | A    | A. G. Kruger             | Estats Units | 67.40 | X     | 70.19 | 70.19    |       |
| 29   | A    | Artem Rubanko            | Ucraïna      | X     | 69.81 | X     | 69.81    |       |
| 30   | B    | Juan Ignacio Cerra       | Argentina    | 66.77 | 67.98 | 69.37 | 69.37    |       |
| 31   | B    | Bergur Ingi Pétursson    | Islàndia     | 67.32 | 68.62 | X     | 68.62    |       |
| 32   | A    | Ainārs Vaičulens         | Letònia      | 65.70 | 66.89 | X     | 66.89    |       |
| 33   | A    | Amanmurad Hommadov       | Turkmenistan | 57.39 | 56.46 | X     | 57.39    |       |
|      | A    | Chris Harmse             | Sud-àfrica   | X     | X     | X     | NM       |       |

Clau: NM = sense marca

### Final
| Pos.              | Atleta            | Nacionalitat | #1    | #2    | #3    | #4    | #5    | #6    | Resultat | Notes |
| ----------------- | ----------------- | ------------ | ----- | ----- | ----- | ----- | ----- | ----- | -------- | ----- |
| Medalla d'or      | Primož Kozmus     | Eslovènia    | 75.14 | 79.74 | 77.21 | 79.28 | 80.15 | 80.84 | 80.84    | SB    |
| Medalla de plata  | Szymon Ziółkowski | Polònia      | 77.44 | 79.30 | 77.85 | 77.66 | 78.09 | 76.89 | 79.30    | SB    |
| Medalla de bronze | Aleksey Zagornyi  | Rússia       | 76.11 | X     | 77.42 | X     | 75.11 | 78.09 | 78.09    |       |
| 4                 | Krisztián Pars    | Hongria      | 75.51 | X     | X     | 77.45 | X     | X     | 77.45    |       |
| 5                 | Sergej Litvinov   | Alemanya     | 74.50 | 74.49 | 75.88 | 76.58 | 76.00 | 74.45 | 76.58    |       |
| 6                 | Markus Esser      | Alemanya     | 68.07 | 76.27 | 74.07 | X     | X     | X     | 76.27    |       |
| 7                 | András Haklits    | Croàcia      | 72.60 | 75.12 | 75.09 | X     | 74.82 | 76.26 | 76.26    |       |
| 8                 | Pavel Kryvitski   | Belarús      | 73.72 | X     | 72.73 | X     | X     | 76.00 | 76.00    |       |
| 9                 | Nicola Vizzoni    | Itàlia       | X     | X     | 73.70 |       |       |       | 73.70    |       |
| 10                | Libor Charfreitag | Eslovènia    | X     | 72.63 | X     |       |       |       | 72.63    |       |
| 11                | Dilshod Nazarov   | Tadjikistan  | X     | X     | 71.69 |       |       |       | 71.69    |       |
| -                 | Igor Vinichenko   | Rússia       | X     | X     | X     |       |       |       | NM       |       |

Clau: NM = Sense marca, SB = Millor marca personal de la temporada